# Alistilus bechuanicus
Alistilus bechuanicus är en ärtväxtart som beskrevs av Nicholas Edward Brown. Alistilus bechuanicus ingår i släktet Alistilus och familjen ärtväxter. Inga underarter finns listade i Catalogue of Life.